# Umar Arteh Ghalib
Umar Arteh Ghalib, in somalo Cumar Carte Qaalib (1930 – Hargheisa, 18 novembre 2020), è stato un politico somalo.

## Biografia
Dal 1969 al 1976 ricoprì la carica di ministro degli affari esteri nel governo guidato da Mohammed Siad Barre. In tale qualità prese parte alla Conferenza dei paesi non allineati dell'agosto 1972; il ministro somalo stigmatizzò l'atteggiamento della Francia, accusata di vendere armi al Sudafrica, e degli Stati Uniti, importatori di risorse dalla Rhodesia.
Nel giugno del 1974 presiedette la Conferenza ministeriale dell'Organizzazione dell'unità africana, tenutasi a Mogadiscio.
Aderì successivamente al Congresso della Somalia Unita del generale Mohammed Farah Aidid, uno dei principali avversari di Barre. Dopo la caduta del regime, avvenuta nel gennaio 1991, Ghalib divenne primo ministro, mantenendo tale carica sino al maggio 1993, quando l'inasprimento della guerra civile già in atto condusse ad un quadro di generale anarchia.